# Хороший, плохой, долбанутый
«Хоро́ший, плохо́й, долбану́тый» (кор. 좋은 놈, 나쁜 놈, 이상한 놈) — кинофильм режиссёра Ким Чжи Уна, вышедший на экраны в 2008 году.

## Сюжет
Действие происходит в Маньчжурии во время японской оккупации. Во время ограбления поезда грабитель-авантюрист Юн Тхэгу («долбанутый», Сон Канхо) обнаруживает у японского банкира загадочную карту и забирает её с собой. По его следам пускаются банда жестоких головорезов под руководством Пак Чханъи («плохой», Ли Бён Хон) и охотник-одиночка Пак Довон («хороший», Чон Усон), нанятый борцами за независимость Кореи. Поскольку вскоре к ним присоединяются японские войска и китайские повстанцы, ситуация окончательно запутывается. Начинается борьба каждого против каждого с целью завладеть картой и отыскать отмеченные на ней сокровища.

## Награды и номинации
- 2008 — два приза Каталонского кинофестиваля в Ситжесе: лучший режиссёр (Ким Джиун), лучшие спецэффекты
- 2008 — номинация на приз за лучший фильм Каталонского кинофестиваля в Ситжесе (Ким Джиун)
- 2009 — премия Asian Film Awards лучшему актеру второго плана (Чон Усон)
- 2009 — 7 номинаций на премию Asian Film Awards: лучший фильм, лучший режиссёр (Ким Джиун), лучший актёр (Сон Канхо), лучший актёр второго плана (Ли Бёнхон), лучшая операторская работа (Ли Могэ), лучший композитор, лучшие визуальные эффекты